# Juego del Año

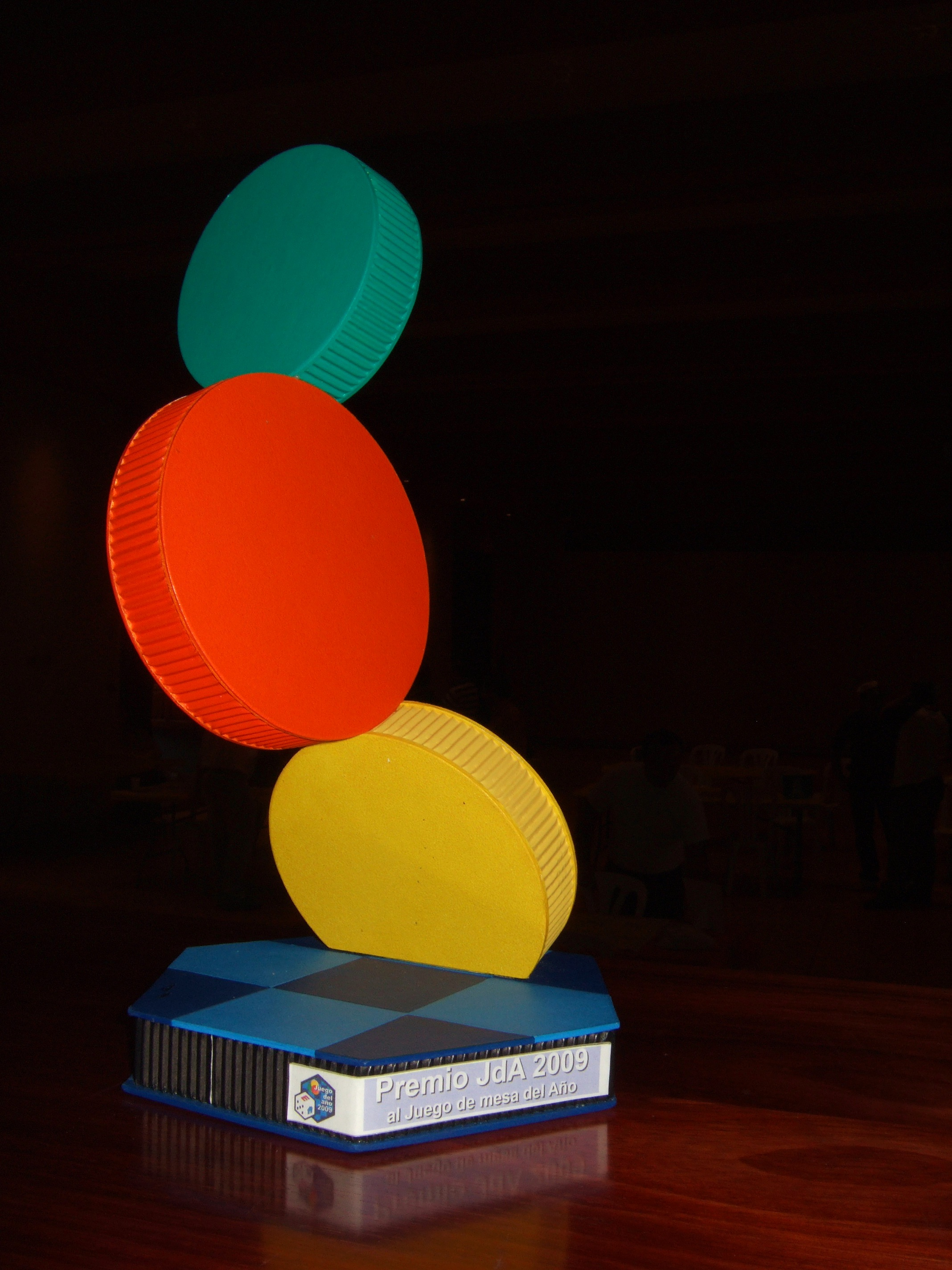
Premio Juego del Año 2009 assegnato a Dixit

Il premio Juego del Año (Gioco dell'Anno in spagnolo) è un premio per giochi da tavolo che viene assegnato in Spagna dal 2005.

## Il premio
Nasce come iniziativa per diffondere la cultura del gioco da tavolo e il suo riconoscimento come forma di svago sociale e salutare per tutti.
La cerimonia di premiazione si svolge ogni anno a ottobre presso l'Encuentro Nacional de Juegos de Mesa, una fiera nazionale dei giochi che ogni anno si svolge in una città diversa. La composizione della giuria viene annunciata ad agosto, la selezione del gioco vincitore e la pubblicazione dei finalisti si svolge a settembre.

## Requisiti
Affinché un gioco possa essere ammesso al concorso deve soddisfare alcuni requisiti, come essere pubblicato in spagnolo (o in qualsiasi altra lingua ufficiale in Spagna), essere stato pubblicato in Spagna tra settembre dell'anno precedente e agosto dell'anno del concorso e avere chiaramente indicato il suo autore.
Inoltre sono escluse alcune categorie di giochi, come i giochi di ruolo, i giochi di carte collezionabili, quelli di miniature collezionabili o i giochi rigorosamente infantili, nonché le espansioni, le riedizioni di giochi che non presentano un cambiamento importante nella nuova edizione, i giochi che sono stati candidati in una qualsiasi delle precedenti edizioni e infine i giochi pubblicati in un'altra lingua con una traduzione esterna in spagnolo.

## Albo d'Oro
Elenco dei vincitori e dei finalisti:
| Anno | V/F | Gioco                                    | Autore                                                                      | Editore                          |
| ---- | --- | ---------------------------------------- | --------------------------------------------------------------------------- | -------------------------------- |
| 2005 | V   | Ticket to Ride                           | Alan R. Moon                                                                | Days of Wonder                   |
| 2005 | F   | Alhambra                                 | Dirk Henn                                                                   | Queen Games                      |
| 2005 | F   | Lupi Mannari di Roccascura               | Philippe des Phalliéres, Hervé Marly                                        | Crómola                          |
| 2005 | F   | Il Mistero dell'Abbazia                  | Bruno Faidutti, Serge Laget                                                 | Days of Wonder                   |
| 2005 | F   | Geniale!                                 | Reiner Knizia                                                               | Devir                            |
| 2005 | F   | Heroscape                                | Stephen Baker, Rob Daviau e Craig Van Ness                                  | Hasbro                           |
| 2006 | V   | Lost Cities                              | Reiner Knizia                                                               | Devir                            |
| 2006 | F   | Buccaneer                                | Stefan Dorra                                                                | Mercurio                         |
| 2006 | F   | Ca$h'n Gun$                              | Ludovic Maublanc                                                            | Crómola                          |
| 2006 | F   | Pinguin Pescatore                        | Günter Cornett, Alvydas Jakeliunas                                          | Devir                            |
| 2006 | F   | Railroad Tycoon: the boardgame           | Martin Wallace, Glenn Drover                                                | Edge, Eagle-Gryphon Games        |
| 2006 | F   | Tombouctou (Timbuktu)                    | Dirk Henn                                                                   | Queen Games                      |
| 2007 | V   | I Pilastri della Terra                   | Michael Rieneck, Stefan Stadler                                             | Devir                            |
| 2007 | F   | Semenza                                  | Uwe Rosenberg                                                               | Mercurio                         |
| 2007 | F   | Caylus                                   | William Attia                                                               | Edge                             |
| 2007 | F   | Hive                                     | John Yianni                                                                 | Crómola                          |
| 2007 | F   | Principi di Firenze                      | Wolfgang Kramer, Richard Ulrich                                             | Excalibur                        |
| 2007 | F   | Puerto Rico                              | Andreas Seyfarth                                                            | Devir                            |
| 2008 | V   | Agricola                                 | Uwe Rosenberg                                                               | Homoludicus                      |
| 2008 | F   | Bandu                                    | Klaus Zoch                                                                  | Mercurio                         |
| 2008 | F   | Kingsburg                                | Andrea Chiarvesio, Luca Iennaco                                             | Edge                             |
| 2008 | F   | Time’s up!                               | Peter Sarret                                                                | Crómola                          |
| 2008 | F   | 6... prendi e perdi!                     | Wolfgang Kramer                                                             | Mercurio                         |
| 2008 | F   | Ubongo                                   | Grzegorz Rejchtman                                                          | Homoludicus                      |
| 2009 | V   | Dixit                                    | Jean-Louis Roubira                                                          | Morapiaf                         |
| 2009 | F   | Alta tensione                            | Friedemann Friese                                                           | Edge                             |
| 2009 | F   | Dice Town                                | Bruno Cathala, Ludovic Maublanc                                             | Matagot / Asmodée Ibérica        |
| 2009 | F   | Dominion                                 | Donald X. Vaccarino                                                         | Devir                            |
| 2009 | F   | GiftTRAP                                 | Nick Kellet                                                                 | Morapiaf                         |
| 2009 | F   | La vuelta al mundo en 80 días            | Michael Rieneck                                                             | Devir                            |
| 2010 | V   | Fauna                                    | Friedemann Friese                                                           | Homoludicus                      |
| 2010 | F   | Fresco                                   | Marco Ruskowski, Marcel Süßelbeck & Wolfgang Panning                        | Queen Games / Mercurio           |
| 2010 | F   | Identik                                  | William P. Jacobson, Amanda A. Kohou                                        | Asmodée Ibérica                  |
| 2010 | F   | Pony Express                             | Bruno Faidutti, Antoine Bauza                                               | Fun Forge                        |
| 2010 | F   | Rock and Balls                           | Gabriel Ecoutin                                                             | Asmodée Ibérica                  |
| 2010 | F   | Gli Avventurieri: Il Tempio di Chac      | Frédéric Henry, Guillaume Blossier                                          | Edge                             |
| 2010 | F   | Tinners’ Trail                           | Martin Wallace                                                              | El Viejo Tercio                  |
| 2010 | F   | Mondo senza fine                         | Michael Rieneck, Stefan Stadler                                             | Devir                            |
| 2011 | V   | L'Isola Proibita                         | Matt Leacock                                                                | Devir                            |
| 2011 | F   | 7 Wonders                                | Antoine Bauza                                                               | Repos Games / Asmodée Ibérica    |
| 2011 | F   | Finca                                    | Ralf Zur Linde, Wolfgang Sentker                                            | Devir                            |
| 2011 | F   | Felix: Il Gatto nel Sacco                | Friedemann Friese                                                           | Edge                             |
| 2012 | V   | Santiago de Cuba                         | Michael Rieneck                                                             | Ludonova                         |
| 2012 | F   | Hanabi                                   | Antoine Bauza                                                               | Cocktail Games / Asmodée Ibérica |
| 2012 | F   | Kingdoms                                 | Reiner Knizia                                                               | Edge                             |
| 2012 | F   | Village                                  | Inka & Markus Brand                                                         | Ludonova                         |
| 2012 | F   | The Island                               | Julian Courtland-Smith                                                      | Asmodée Ibérica                  |
| 2013 | V   | Le leggende di Andor                     | Michael Menzel                                                              | Devir                            |
| 2013 | F   | Il Piccolo Principe                      | Antoine Bauza, Bruno Cathala                                                | Asmodée Ibérica                  |
| 2013 | F   | Mogel Motte                              | Emely & Lukas Brand                                                         | Devir                            |
| 2013 | F   | River Dragons                            | Roberto Fraga                                                               | Matagot / Asmodée Ibérica        |
| 2013 | F   | San Juan                                 | Andreas Seyfarth                                                            | Devir                            |
| 2014 | V   | Jaipur                                   | Sébastien Pauchon                                                           | Asmodée Ibérica                  |
| 2014 | F   | Camel Up                                 | Steffen Bogen                                                               | Ediciones MasQueOca              |
| 2014 | F   | Concept                                  | Gaëtan Beaujannot, Alain Rivollet                                           | Asmodée Ibérica                  |
| 2014 | F   | Augustus                                 | Paolo Mori                                                                  | Asmodée Ibérica                  |
| 2014 | F   | Marrakech                                | Dominique Ehrhard                                                           | Morapiaf                         |
| 2014 | F   | Flash Point: Flammendes Inferno          | Kevin Lanzing                                                               | Devir                            |
| 2015 | V   | Colt Express                             | Christophe Raimbault                                                        | Ludonaute / Asmodée Ibérica      |
| 2015 | F   | Machi Koro                               | Masao Suganuma                                                              | Homoludicus / Devir              |
| 2015 | F   | El Grande (edizione 2015)                | Wolfgang Kramer, Richard Ulrich                                             | Devir                            |
| 2015 | F   | Lords of Xidit                           | Régis Bonnessée                                                             | Libellud / Asmodée Ibérica       |
| 2015 | F   | Manila                                   | Franz-Benno Delonge                                                         | Devir                            |
| 2016 | V   | Pandemic: Legacy                         | Matt Leacock, Rob Daviau                                                    | Devir                            |
| 2016 | F   | Nome in codice                           | Vlaada Chvátil                                                              | Devir                            |
| 2016 | F   | Flick ’em up!                            | Gaëtan Beaujannot, Jean Yves Monpertuis                                     | Ludonova                         |
| 2016 | F   | Patchwork                                | Uwe Rosenberg                                                               | Maldito Games                    |
| 2016 | F   | Watson & Holmes                          | Jesús Torres Castro                                                         | Ludonova                         |
| 2017 | V   | Dice Forge                               | Régis Bonnessée                                                             | Libellud / Asmodée Ibérica       |
| 2017 | F   | Istanbul                                 | Rüdiger Dorn                                                                | Devir                            |
| 2017 | F   | Magic Maze                               | Kasper Lapp                                                                 | 2Tomatoes                        |
| 2017 | F   | Samurai                                  | Reiner Knizia                                                               | Edge / Asmodée Ibérica           |
| 2017 | F   | Tikal                                    | Wolfgang Kramer, Michael Kiesling                                           | Maldito Games                    |
| 2018 | V   | Azul                                     | Michael Kiesling                                                            | Plan B Games – Asmodee Ibérica   |
| 2018 | F   | Iquazú                                   | Michael Feldkötter                                                          | Haba                             |
| 2018 | F   | I Castelli della Borgogna                | Stefan Feld                                                                 | Maldito Games                    |
| 2018 | F   | Mechs vs. Minions                        | Chris Cantrell, Rick Ernst, Stone Librande, Prashant Saraswat, Nathan Tiras | Riot Games                       |
| 2018 | F   | Sagrada                                  | Daryl Andrews, Adrian Adamescu                                              | Devir                            |
| 2019 | V   | The Legendary El Dorado                  | Reiner Knizia                                                               | Ravensburger Ibérica             |
| 2019 | F   | Cryptid                                  | Hal Duncan, Ruth Veevers                                                    | Do it Games                      |
| 2019 | F   | Inis                                     | Christian Martinez                                                          | Gen X                            |
| 2019 | F   | Manhattan                                | Andreas Seyfarth                                                            | Mercurio                         |
| 2019 | F   | Optimus                                  | Wolfgang Warsch                                                             | Devir                            |
| 2020 | V   | The Crew: Alla Scoperta del Pianeta Nove | Thomas Sing                                                                 | Devir                            |
| 2020 | F   | Draftosaurus                             | Antoine Bauza, Corentin Lebrat, Ludovic Maublanc, Théo Rivière              | Zacatrus! & Brain picnic         |
| 2020 | F   | Las Vegas Royale                         | Rüdiger Dorn                                                                | Ravensburger Ibérica             |
| 2020 | F   | Five Tribes                              | Bruno Cathala                                                               | Maldito Games                    |
| 2020 | F   | Undaunted: Normandy                      | Trevor Benjamin, David Thompson                                             | Do it Games                      |
| 2021 | V   | Kingdom Builder                          | Donald X. Vaccarino                                                         | Devir                            |
| 2021 | F   | MicroMacro: Crime City                   | Johannes Sich                                                               | Edition Spielwiese, MS Edizioni  |
| 2021 | F   | Paleo                                    | Peter Rustemeyer                                                            | Hans im Glück                    |
| 2021 | F   | The Red Cathedral                        | Sheila Santos, Israel Cendrero                                              | Devir                            |
| 2021 | F   | Unmatched: Volume 1                      | Rob Daviau, Justin D. Jacobson                                              | TCG Factory, Mancalamaro         |